# Letis suava
Letis suava là một loài bướm đêm trong họ Erebidae.